# رون جانسون
رون جانسون (بالسويدية: Rune Jansson)‏ هو مصارع هاوي سويدي، ولد في 29 مايو 1932 في Skinnskatteberg ‏ في السويد، وتوفي في 24 نوفمبر 2018 في اوديفالا ‏ في السويد.

## وصلات خارجية
- رون جانسون على موقع قاعدة بيانات المصارعة الدولية (الإنجليزية)
- رون جانسون على موقع أوليمبيديا (الإنجليزية)
- رون جانسون على موقع اللجنة الأولمبية السويدية (السويدية)